# Out of Line (Label)
Out of Line (auch Out of Line Music) ist ein 1995 in Petersberg gegründetes deutsches Independent-Label. Seit 2007 ist der Firmensitz in Berlin. Zudem betreibt Out of Line einen eigenen Versandhandel, über den Tonträger und Merchandise der unter Vertrag stehenden Bands vertrieben werden. Ein Ladengeschäft in Berlin wurde Anfang Juli 2016 geschlossen.

## Bands unter Vertrag
Musikalische Schwerpunkte liegen dabei auf den Bereichen Dark Rock, Dark-, Symphonic & Modern Metal, Electro, Industrial und EBM. Derzeit befinden sich über 50 Bands bei Out of Line unter Vertrag.
- Accessory
- Aeverium
- Agonoize
- Amduscia
- Angels & Agony
- Alpha Point
- Ashbury Heights
- Auto.Auto
- Balance Breach
- Blutengel
- The Birthday Massacre
- Cephalgy
- Chrom
- Combichrist
- Container 90
- Client
- Dance or Die
- Dark Princess
- Dear Strange
- Die Form
- Din [A] Tod
- Dive
- Dulce Liquido
- Elegant Machinery
- Erdling
- Formalin
- Funker Vogt
- Gecko Sector
- Groovenom
- Hand of Juno
- Hocico
- Icon of Coil
- Infekktion
- Jäger 90
- KiEw
- Kirlian Camera
- Kriminal Minds
- Lord of the Lost
- Marsheaux
- Meinhard
- Night Laser
- Northborne
- Necessary Response
- Officers
- Ordo Rosarius Equilibrio
- Ost+Front
- Pankow
- Rabia Sorda
- Rummelsnuff
- Scream Silence
- Signal Aout 42
- Solar Fake
- Solitary Experiments
- Spectra*Paris
- Staubkind
- Suicide Commando
- She Hates Emotions
- Terminal Choice
- The Horrorist
- The Juggernauts
- The Klinik
- Till Lindemann
- Tragedy of Mine
- Tristesse de la Lune
- Tumor
- UnterArt
- Unzucht

## Out of Line Weekender
Seit 2012 findet in Berlin der Out of Line Weekender statt, ein dreitägiges Festival im Club Astra Kulturhaus, bei dem überwiegend Bands aus dem eigenen Programm auftreten.
- 2012: Alpha Point, Dance or Die, Dive, Forgotten Sunrise, Formalin, Funker Vogt, God Module, Lola Angst, Ordo Rosarius Equilibrio, Ost+Front, Rabia Sorda, Terminal Choice.[4][5]
- 2013: Aesthetic Perfection, Agonoize, Cephalgy, Chrom, Dear Strange, Eisenfunk, Hocico, KiEw, Kirlian Camera, Pankow, Rummelsnuff, Solitary Experiments, The Klinik,  Too dead to be[6]
- 2014: Accessory, Ashbury Heights, Blutengel, Chrom, Combichrist, Dive, Flesh & Fell, Lord of the Lost, Meinhard, Ost+Front, Rabia Sorda, Scream Silence, Signal Aout 42, Staubkind, Suicide Commando, The Juggernauts, The Birthday Massacre, Wesselsky.
- 2015: Absolute Body Control, Angels & Agony, Agonoize, Apoptygma Berzerk, Cephalgy, Chrom, Client, Die Form, Formalin, Heimatærde, Hocico, Laibach, Lord of the Lost, Miss Construction, Rummelsnuff, Spiritual Front, The Invincible Spirit,  Too Dead To Die.
- 2016: A Split-Second, Blutengel, Combichrist, Dear Strange, Erdling, Icon of Coil, Lord of the Lost, Solar Fake, Rabia Sorda, Massive Ego, Melotron, Portion Control, Rabia Sorda, Sonar, Suicide Commando, The Sexorcist
- 2017: Amduscia, Ashbury Heights, Cephalgy, Chrom, Delain, Dirk Ivens, Erdling, Esplendor Geometrico, Hämatom, Heimataerde, Hocico, In Strict Confidence, Klangstabil, Pseudokrupp Project, Rummelsnuff, The Horrorist, The Juggernauts, Tomas Tulpe, Unzucht, Xandria.
- 2018: Accessory, Agonoize, Bloodred Hourglass, Combichrist, Dive, Groovenom, Icon of Coil, Infected Rain, Lizard Pool, Massive Ego, Ordo Rosarius Equilibrio, Ost+Front, Panzer AG, Rabia Sorda, Solar Fake, Suicide Commando, Telemark, The Sexorcist, Too Dead To Die, Tragedy of Mine, Underviewer.
- 2019: A Split-Second, Any Second, Blind Channel, Bloodred Hourglass, Chrom, Dark Tranquillity, Die Apokalyptischen Reiter,  Erdling, Eskimo Callboy, Evergrey, Fear Of Domination, Frosttid, Hocico, Kirlian Camera, Motorik, Priest, Rave The Requiem, The Juggernauts, Xenoblight.
- 2022: Lizard Pool, Massive Ego, Laether Strip, Auger, Eggvn, X-RX, Ashbury Heights, Dive, Solitary Experiments, Blutengel, Headzor, Yellow Lazarus, Signal Aout 42, Rummelsnuff, Suicide Commando, Front 242, Melotron, Panzer AG, Deutsch Amerikanische Freundschaft, The SoapGirls.
- 2023: Hocico, Solar Fake, Kirlian Camera, Combichrist, Rave The Requiem, Leather Strip, Ordo Rosarius Equilibrio, Priest, The Juggernauts, Alpha Point, Motor!k, Kiberspassk, Front 242, Bragolin, Kosheen, Sono, Suzi Sabotage, White Noise TV, Zweite Jugend.
- 2024: Oomph!, Suicide Commando, Welle: Erdball, Ost+Front, Absolute Body Control, Minuit Machine, Erdling, Rave The Requiem, Rue Oberkampf, Rabia Sorda, Amduscia, Hand Of Juno.[7]